# Bibliographisches Institut

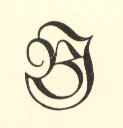
Logo Bibliographisches Institut (ontwerp ca. 1924)

De Duitse uitgeverij Bibliographisches Institut werd in 1826 te Gotha gesticht door Joseph Meyer (1796-1856) en in 1828 naar Hildburghausen verplaatst. Het fonds bevatte bekende seriewerken als "Meyers Konversations-Lexikon" (encyclopedie, sinds 1839, latere titel "Meyers Lexikon", acht volgende edities tot 1942), "Brehms Tierleben" (1863-69, 4de druk 1911-18), "Duden" (woordenboeken, sinds 1880), "Meyers Reisebücher" (reisgidsen, 1862-1936), "Meyers Klassiker" (Duitse en buitenlandse literatuur), atlassen ("Meyers Handatlas", "Der Grosse Weltatlas") e.a.  
Joseph Meyers zoon, Herrmann Julius Meyer (1826-1909), verplaatste het bedrijf in 1874 naar Leipzig en bracht het tot grote bloei. Op zijn beurt werd Herrmann Julius Meyer als uitgever opgevolgd door zijn zoons, van wie er een de beroemde ontdekkingsreiziger en geograaf, prof. Hans Meyer (1858-1929) was. In 1915 werd het bedrijf een N.V.
De gebouwen van de uitgeverij in Leipzig werden volledig verwoest door de bombardementen tijdens de Tweede Wereldoorlog; de uitgeverij zelf in 1946 door het communistische regime onteigend en omgezet in een zogeheten "Volkseigener Betrieb". De N.V. werd door de aandeelhouders in 1953 naar Mannheim in West-Duitsland verplaatst. Beide uitgeverijen brachten de vanouds bekende titels uit, maar die uit Leipzig waren ingebed in de marxistische ideologie.
In 1984 fuseerde Bibliographisches Institut A.G. met de firma F.A. Brockhaus (eveneens uitgever van naslagwerken) uit Wiesbaden tot "Bibliographisches Institut & F.A. Brockhaus A.G.". In 1991 werden de onteigende bezittingen van beide bedrijven in de DDR herwonnen.